# S.P.E.E.D Angels
 (septembre 2013).
Si vous disposez d'ouvrages ou d'articles de référence ou si vous connaissez des sites web de qualité traitant du thème abordé ici, merci de compléter l'article en donnant les références utiles à sa vérifiabilité et en les liant à la section « Notes et références ».
S.P.E.E.D. Angels est une bande dessinée parus aux éditions Soleil. Le scénariste est Didier Tarquin et l'illustrateur Tony Valente. Deux tomes sont parus, plusieurs tomes encore sont prévus.

## Synopsis
Jane Blond, alias Blondie est une agent du S.P.E.E.D. (Section des Phénomènes Étranges Extrêmement Dangereux). Son but est de traquer des monstres et des aliens. Pour une mission intitulée "Jour J", elle doit être colocatrices avec trois autres filles aux pouvoirs extraordinaires. Eve Kundal (Fury), Selma Burton (Salem la blanche) et Kathy (Kat) Parker. Pour Blondie, tout devient alors très compliqué de dormir juste à côté du paranormal...

## Personnages
- Jane Blond (Blondie) : Agent pour le S.P.E.E.D., elle est amoureuse de son patron, Roméo. Elle est blonde aux cheveux courts. Style un peu "garçon manqué", elle était stagiaire au début du tome 1 puis, elle devient officiellement agent pour le S.P.E.E.D.
- Eve Kundal (Fury) : Eve est rousse et a un caractère bien trempé. Quand elle est en colère, elle se transforme en Fury. Fury est recherchée de tous car elle est très puissante. Au début de la colocation avec Blondie, elle est tendue et ne veut pas de Blondie.
- Selma Burton (Salem la blanche) : Selma est gothique et discrète. Elle a le don de "rentrer" dans les tableaux. Quand elle se transforme en Salem (elle pose un masque sur sa tête, puis elle se transforme), elle peut voler et avoir des pouvoirs magiques ultra puissants.
- Kathy "Kat" Parker : Elle est pom-pom girl, un peu sotte. Au départ, elle ignore les pouvoirs de ses amies.

## Tomes
- Jour J
- Le Carnaval des pantins